# Bevi
Bevi è un singolo dei cantanti italiani Olly ed Eames, pubblicato il 10 gennaio 2019 dall'etichetta Room Studio.

## Descrizione
Il brano, scritto e composto dallo stesso Olly, è prodotto da Eames.

## Video musicale
Il video musicale, diretto da Guido Bregante, è stato pubblicato in concomitanza all'uscita del brano attraverso il canale YouTube di Olly.

## Tracce
Testi e musiche di Federico Olivieri.
1. Bevi – 2:29